# Bayantsagaan, Bayankhongor
Bayantsagaan (tiếng Mông Cổ: Баянцагаан) là một sum của tỉnh Bayankhongor ở miền nam Mông Cổ. Vào năm 2006, dân số của sum là 3.599 người.

## Địa lý
Sum có diện tích khoảng 5.395 km2. Trung tâm sum, Bayanbulag, nằm cách tỉnh lỵ Bayankhongor 246 km và thủ đô Ulaanbaatar 866 km.

### Khí hậu
Bayantsagaan có khí hậu bán khô hạn. Nhiệt độ trung bình hàng năm ở khu vực này là 5 °C. Tháng ấm nhất là tháng 7, khi nhiệt độ trung bình là 24 °C và lạnh nhất là tháng 12, với -14 °C. Lượng mưa trung bình hàng năm là 132 mm. Tháng ẩm ướt nhất là tháng 7, với lượng mưa trung bình là 36 mm, và khô nhất là tháng 1, với 1 mm.

## Kinh tế
Sum có một trường học, bệnh viện, trung tâm thương mại và nhà văn hóa.